# 션 라펠
션 라펠(Shan Raffel)은 호주 출신의 소방관, 소방교관이다.

## 생애

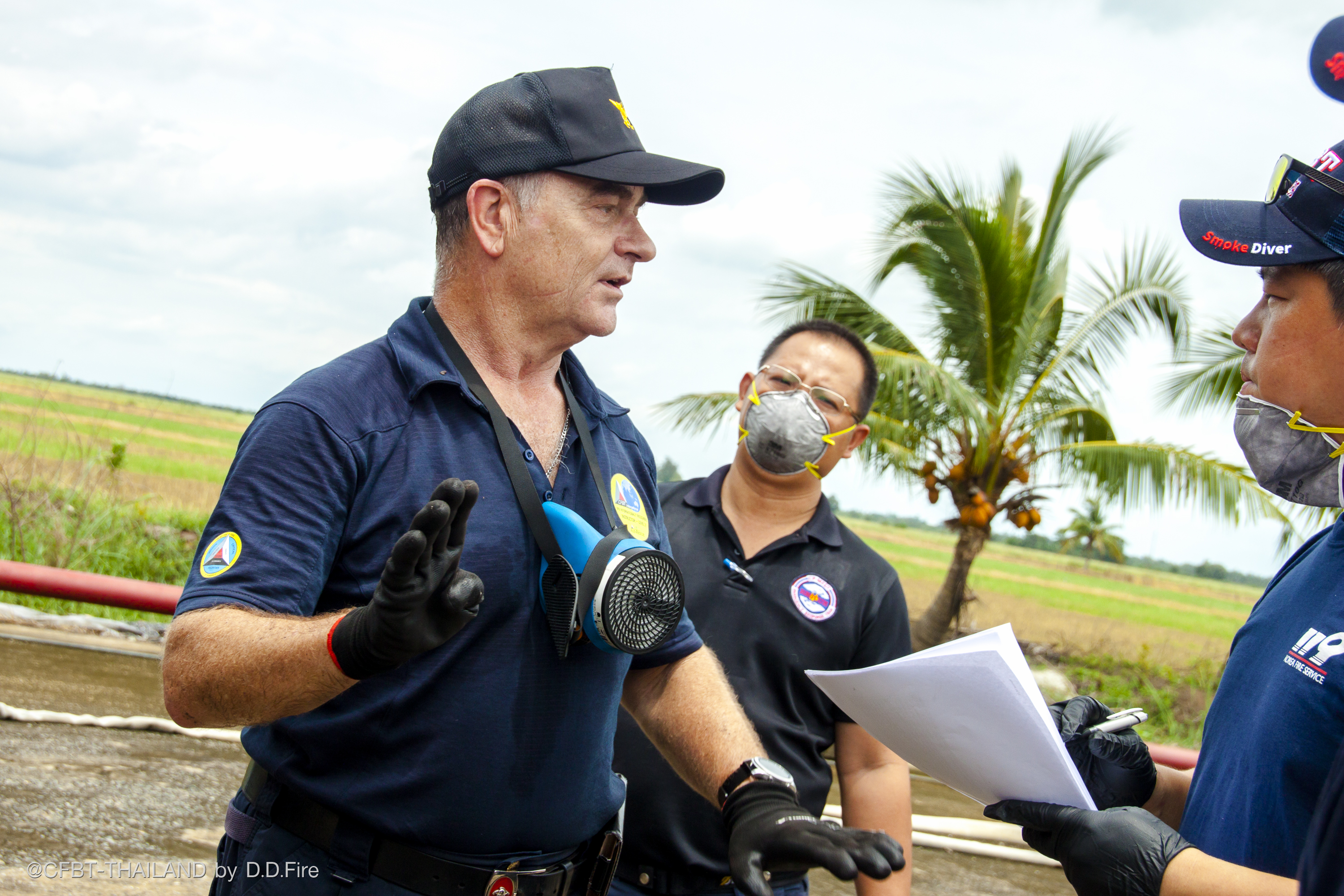
2019 CFBT-I 국제교관과정

1983년부터 호주 브리즈번에서 직업 소방관으로 재직하였다. 1994년에 두 명의 동료가 사망하고 1996년에 다른 두 명의 부상이 발생한 후, 그는 유학을 떠났다. 1997년에 6주 동안 영국과 스웨덴에서 교수법과 훈련 시설을 연구하였다. 그는 귀국 후 호주 최초의 국가 공인 교육 프로그램을 개발했으며 타국의 교육 시설 및 교육 자료의 개발을 국제적으로 지원했다. 2009년에는 "터널 재난에 대한 계획 준비 및 대응"연구로 "Churchill Fellowship"을 수상하였다. 그는 이 연구를 바탕으로 호주에서 가장 큰 3개의 도로 터널에 대한 건설 및 운영 단계 비상 대응 계획을 개발했다. 국제화재교관워크숍(IFIW·International Fire Instructors Workshop)을 설립하고 현재까지 개최하는데 주도적인 역할을 수행하였으며, 경기소방학교, 태국, 유럽 등에서 3D 화재진압을 가르쳤다. 호주 소방 대장 메달, 호주소방관 협회의 공로상을 수상하였다.

## 저서
- Compartment Firefighting Series, books 1, 2, 3[9]